# Färila landsfiskalsdistrikt
Färila landsfiskalsdistrikt var 1918–1964 ett landsfiskalsdistrikt i Gävleborgs län, bildat när Sveriges indelning i landsfiskalsdistrikt trädde i kraft den 1 januari 1918, enligt beslut den 7 september 1917. Den 1 januari 1965 avskaffades i Sverige samtliga landsfiskaler och landsfiskalsdistrikt, och deras arbetsuppgifter delades upp på de nyskapade indelningarna polisdistrikt, åklagardistrikt och kronofogdedistrikt.
Landsfiskalsdistriktet låg under länsstyrelsen i Gävleborgs län.

## Ingående områden
När Sveriges nya indelning i landsfiskalsdistrikt trädde i kraft den 1 oktober 1941 (enligt kungörelsen den 28 juni 1941) tillfördes Los landskommun från det upplösta Los landsfiskalsdistrikt. När Sveriges nya indelning i landsfiskalsdistrikt trädde i kraft den 1 januari 1952 (enligt kungörelsen 1 juni 1951) kvarstod detta distrikt oförändrat.

### Från 1918
- Färila landskommun (från 1923 benämnd Färila-Kårböle)

### Från 1 oktober 1941
- Färila landskommun (före 1953 benämnd Färila-Kårböle)
- Los landskommun